# Palazzo Muti Papazzurri
Palazzo Muti Papazzurri è un palazzo romano nel rione Trevi, in Piazza della Pilotta 33. Non è da confondere con l'originario Palazzo Muti, col quale poi venne unificato grazie agli interventi dell'architetto Mattia De Rossi.

## Storia
Il palazzo fu costruito nel 1660 dal De Rossi, allievo del Bernini, probabilmente in occasione del matrimonio di Pompeo Muti Papazzurri con Maria Isabella Massimo. La galleria fu affrescata da Giovanni Francesco Grimaldi (1606-1680). Un'incisione dal 1699 mostra una grande residenza urbana costruito intorno ad un cortile aperto, accessibile attraverso un arco trionfale al centro di una struttura che collega due ali laterali (formando una "U"). Nel XVIII secolo il complesso residenziale fu preso in affitto dai pretendenti Stuart in esilio romano. 
Uno dei grandi rimaneggiamenti che la costruzione ha subito fu la sopraelevazione realizzata nel 1919, quando Benedetto XV decise lo spostamento della Pontificia Università Gregoriana dal Palazzo Gabrielli-Borromeo ad una nuova sede più ampia. Il Palazzo Muti fu così venduto - insieme alla parte del palazzo Colonna che dominava l'altro lato della piazza - alla Santa Sede che v'insediò il Pontificio Istituto Biblico fino al 1948. Come ha osservato Giorgio Carpaneto, "i due avancorpi, che costituivano un motivo felice di dinamismo, sono stati uniti, con conseguente appiattimento della facciata". È un fatto che la stessa galleria decorata con soggetti mitologici, della seconda metà del Seicento, ha subito una ristrutturazione ed è stata adattata a biblioteca.
Il palazzo diventò nel 2005 di proprietà Bruschi; acquistato in seguito dalla Beni Stabili SGR, oggi è di proprietà mista.

## Descrizione

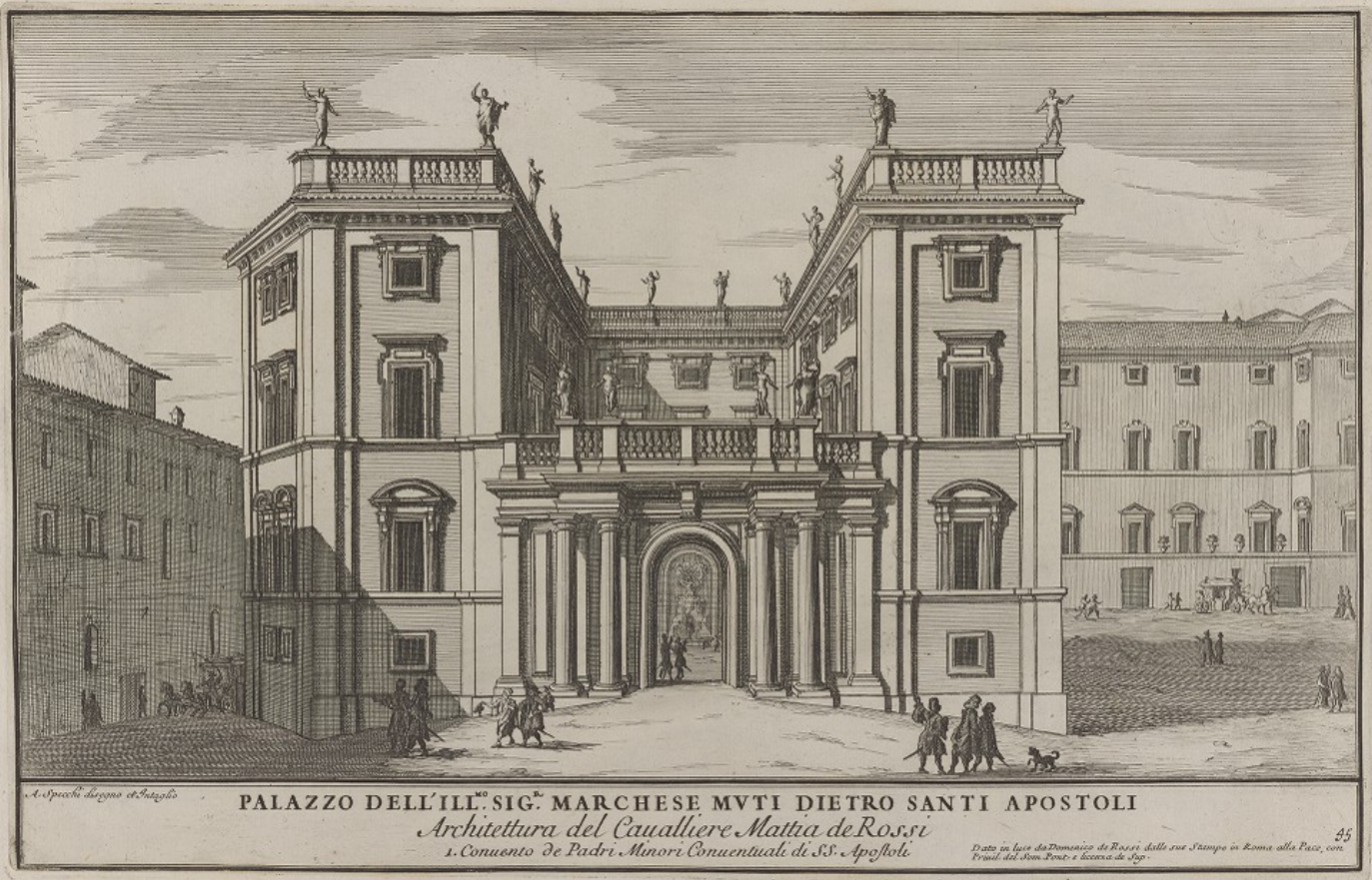
Palazzo Muti Papazzurri. La facciata originale in un'incisione di Alessandro Specchi del 1699

L'edificio risale al Seicento e fu costruito dall'architetto Mattia De Rossi per la famiglia Muti Papazzurri, in collegamento con l'altro palazzo di questa famiglia a piazza dei Santi Apostoli, al quale, un tempo, l'univa un piccolo arco che scavalcava la via dell'Archetto alla quale, appunto, dava il nome.
Il lato più antico della costruzione è infatti su questa strada, con ingresso al n.6, mentre quello usuale è su Piazza della Pilotta; qui apre un ampio portale tra due colonne binate e sovrastate da un'ampia loggia, che unisce tre grandi finestre ad arco con le tre finestrelle dell'ammezzato sotto il cornicione e la soprelevazione del primo Novecento con il terrazzo.
Un archetto, costruito nel 1848 (visibile a sinistra, nella foto moderna), scavalca via del Vaccaro e collega il palazzo con l'ex convento francescano annesso alla Chiesa dei Santi Apostoli. 
Tra gli interni la galleria, una delle sale di accoglienza principali, presenta affreschi raffiguranti scene della mitologia classica attribuite a Giovanni Francesco Grimaldi (1606-1680), Giacinto Calandrucci e Niccolò Berrettoni.